# Bitva o Chorramšahr

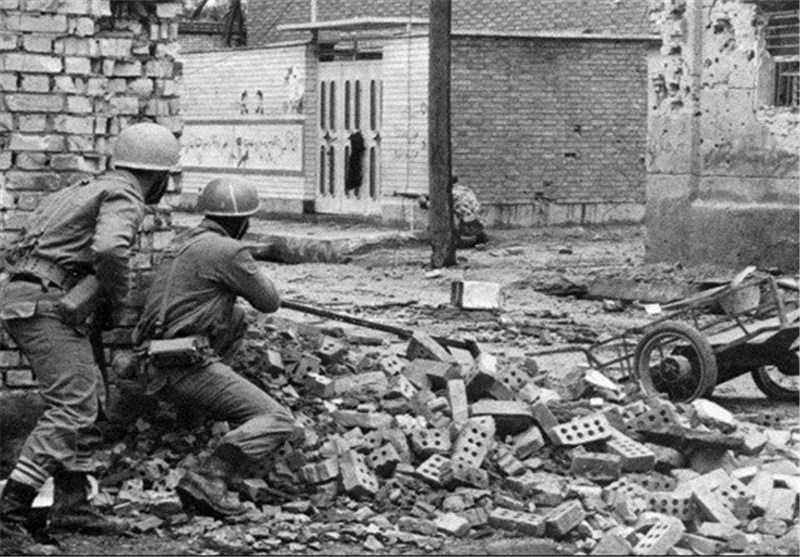
Íránský voják v městském boji

Bitva o Chorramšahr byla první střetnutí mezi iráckými a íránskými silami íránsko-iráckém konfliktu. Po obsazení města v 26. října 1980, zůstalo město v rukou Iráčanů až do dubna roku 1982 kdy íránská armáda zahájila operaci Bajt ul-Muqaddas (arabsky بیت المقدس‎) jejímž cílem bylo osvobodit celou provincii Chúzistán včetně města Chorramšahr. První útok byl zahájen 24. dubna a trval do 12. května 1982. 7000 íránských vojáků napadlo irácká vojska. Iráčani byli nuceni stáhnout se zpět do Chorramšahru a upevnit zde obranné linie. 20. května 1982 provedli Iráčané protiútok, který skončil fiaskem. Íránská armáda posléze město oblehla a 24. května 1982 se Iráčané vzdali. Bylo zajato asi 19 000 iráckých vojáků a více než 2000 bylo posléze popraveno. Od té doby je 24. květen v Íránu oslavován jako den osvobození Chorramšahru.